# Piet Tallo

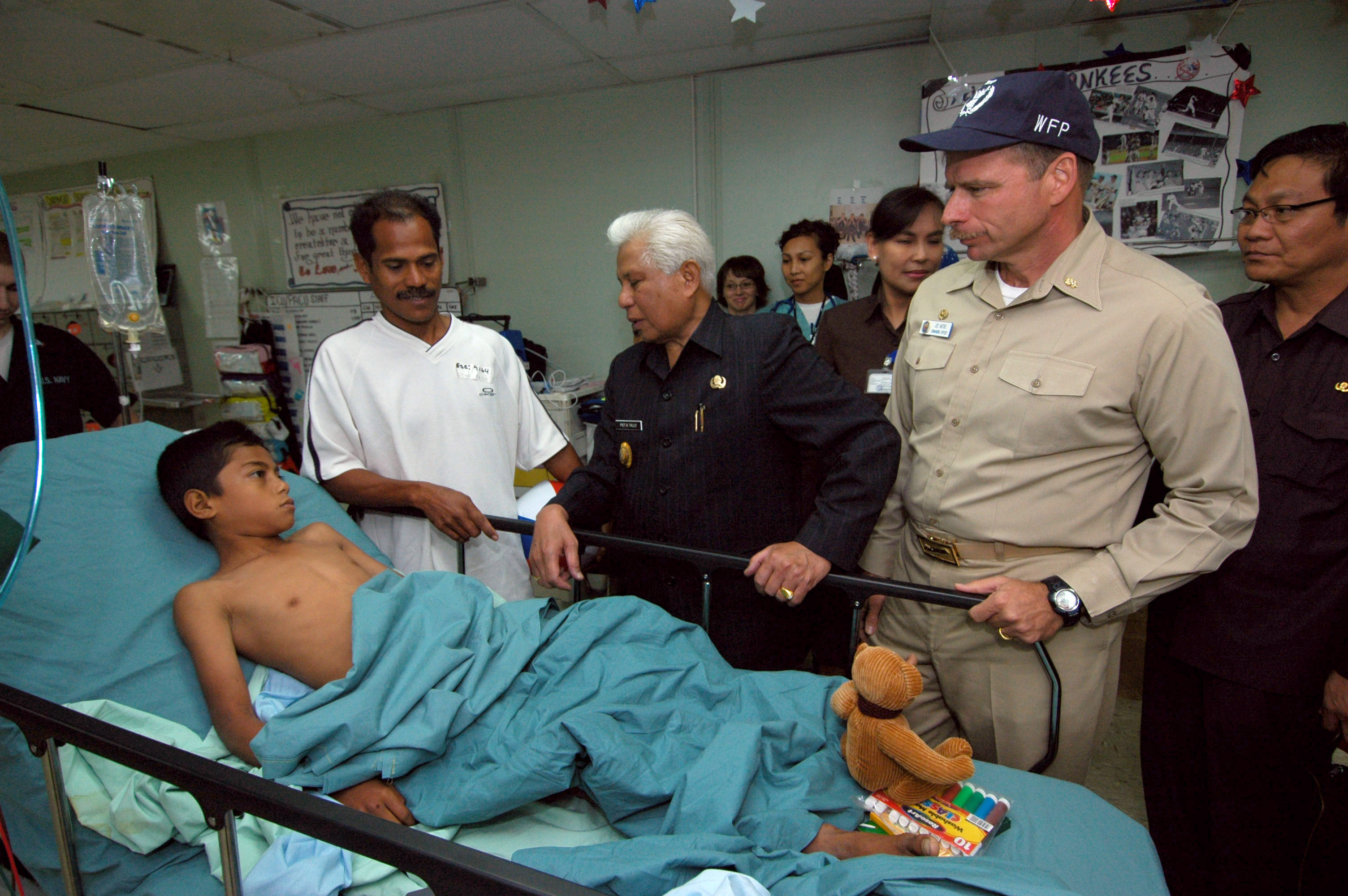
Piet Tallo (midden) tijdens een bezoek aan een Amerikaans marineschip.

Piet Alexander Tallo  (Tepas (Oost-Nusa Tenggara), 27 april 1942 - Jakarta, 25 april 2009) was een Indonesisch politicus. Tallo studeerde aan de Gadjah Mada-universiteit. In de periode 1983-1993 was hij regent van Zuid-Centraal-Timor en van 1998 tot 2008 was hij gouverneur van de provincie Oost-Nusa Tenggara. In 1993 raakte Tallo betrokken in een corruptiezaak met gezondheidsfondsen, maar de vermoedens werden nooit hard gemaakt.